# Обсада на Солун (904)
Вижте пояснителната страница за други значения на Обсада на Солун.
Обсадата на Солун в 904 година завършва с превземането и разграбването на втория по важност град на Византийската империя Солун от войски на Абасидския халифат, воден от Лъв Триполит. Разграбването на Солун в 904 година от арабите е сред най-лошите бедствия, сполетяли Византийската империя по време на управлението на Лъв VI Философ и изобщо през X век.

## Предистория
Солун в X век е вторят по важност, големина и богатства град във Византийската империя след Константинопол. След отслабването на централизираната власт в Абасидския халифат поради Четвъртата фитна (811 – 837) и анархията в Самара (861 – 870), много области от обширния Абасидски халифат започват да отпадат от контрола на халифата и въпреки че все още са му религиозно подчинени, действат независимо по военните и държавните въпроси. Вниманието на тези до голяма степен автономни мюсюлмански династии впоследствие е насочено към Средиземно море. В 860 година мюсюлманските династии се опитват да утвърдят господството си над средиземноморския морски път и построяват военноморски бази в Триполи и Тарс. В 898 година евнухът адмирал Рагиб, бивш мавла на Ал Мувафак побеждава решително византийската флота и отвежда 3000 византийски моряци от темата Кивириоти като пленници. Тази морска битка се оказва повратна точка, тъй като отваря Бяло море за набези на мюсюлманските флоти.

## Битка и разграбване на града
Мюсюлманска флота от 54 кораба, водена от ренегата Лъв Триполит, който наскоро е приел исляма, отплава от Сирия с първоначална цел имперската столица Константинопол. Мюсюлманите решават да не атакуват Константинопол и вместо това се насочват към Солун, напълно изненадвайки византийците, чийто флот не успява да реагира навреме. Йоан Камениат разказва, че частта от стената на Солун, която гледа към морето, е била ниска и напълно необорудвана, за да се справи с каквато и да е военна заплаха. От тази страна градът в продължение на много години е напълно незащитен. По времето на мюсюлманската атака, стените остават същите, тъй като не се е предполагало, че на някой ще му хрумне да атакува града оттук.
Съобщението от Константинопол за планираното абасидско нападение предизвиква паника в Солун. Императорският пратеник протоспатарий Петрона съветва солунчани да не съсредоточават усилията си върху ремонт на стените. Йоан Камениат разказва, че Петрона измисля алтернативна стратегия. Знаейки, че работата по стените би била безсмислена, ако не няма достатъчно време, Петрона проектира подводна ограда, която да защити града, като не допуска кораби близо до стените. В 1777 година френският абат Белей потвърждава разказа на Камениат в своето изследване върху историята и паметниците на град Солун пише: „Съществуват голям брой надписи, въпреки че множество от тях са били хвърлени в морето, за да попречат на флотата на сарацините да влезе в града, който те разграбиха в началото на десети век.“
Но преди оградата да бъде завършена идва нов един пратеник от императора, който да поеме отговорността за благоденствието на града - Лъв Хидзилакис, назначен за стратег на региона и поставен начело на военните операции. Хидзилакис решава временно да спре работата по подводната ограда и да завърши изграждането на стената. Лъв VI изпраща отново друг стратег на име Никита, за да замени Лъв Хидзилакис и да поеме командването на града. Въпреки страховитата си репутация на военен командир, Никита успява само незначително да подобри защитата на града. Молбите за помощ към отдалечените земи и васалите са до голяма степен игнорирани, докато ремонтните дейности по стената се оказват недостатъчни. Абасидската флота се появява и след кратка обсада, продължила по-малко от четири дни, мюсюлманите щурмуват стените откъм морето, преодолеяват съпротивата на солунчани и превземат града на 29 юли.

## Последици
Разграбването на града продължава цяла седмица, преди нападателите да се оттеглят в базите си в Леванта, след като освобождават 4 000 мюсюлмански затворници, пленяваат 60 кораба, отнасят голяма плячка и 22 000 пленници, предимно млади хора, и унищожиха 60 византийски кораба. Съвременникът Ал-Табари разказва, че са убити 5000 византийци и на всеки арабски моряк са дадени 1000 златни динара. Илия Калабрийски посещава Солун след разграбването и описва пълната мизерия там. Абасидите се оттеглят след обсадата и се връщат в Триполи, докато пленниците са изпратени в Тарс. Повечето от пленниците, включително Йоан Каминиат, който описва разграбването, са откупени от Империята и разменени за мюсюлмански пленници.
Александър Василиев предполага, че византийският набег, воден от Андроник Дука в района на Германикия в края на 904 година е предприет като отмъщение за разграбването на Солун. Арабите от Тарсус са победени и се осъществява размяна на пленници.
Лъв Триполит се опитва отново да отплава срещу Константинопол в 907 и 912 година, но и двата опити са осуетени.

## Проблеми с първичните източници
Първичните източници за превземането на Солун са два. Първият е гръцкият Йоан Каминиат, а вторият мюсюлманският историк Ал-Табари. Има и кратки препратки към събитието в писма, предимно от духовници, в годините след разграбването на града. В съчетание с факта, че Ал-Табари твърди, че Лъв Триполит е разграбил Аталия, а не Солун, кара някои учени да твърдят, че разграбването на Солун никога не се е случило. Други твърдят, че то е продукт на няколко комбинирани истории, докато други спорят за историчността на разказа на Йоан Каминиат.
Основните исторически проблеми, открити в разказа на Каминиат, са следните:
- Противоречива информация с Ал-Табари, който твърди, че Лъв Триполит е нападнал Аталия.
- Стилът на писане на Йоан Каминиат не съответства на историческия жанр на неговите съвременници.
- Датите, дадени от Йоан Каминиат, не съвпадат с датите в арабските източници.
- Йоан Каминиат предоставя много малко исторически факти, които могат да бъдат потвърдени с други източници.
- Много малко източници от византийци споменават Йоан Каминиат. Всъщност само един го прави мимоходом.
- Езикът, който използва Йоан Каминиат, напомня гръцкия от XV век и повдига въпроси дали той е живял по време на самото разграбване.

Въпреки това, дори учените, които поставят под съмнение разказа на Йоан Каминиат, особено датите, които той използва, са съгласни, че разграбването наистина се е състояло и приблизително около датите, предоставени от Йоан Каминиат.